# 孟買大家姐
《孟買大家姐》（印地語：गंगूबाई काठियावाड़ी）是一部2022年出品的印度劇情片，由桑傑·里拉·班薩里執導，Jayantilal Gada 和桑傑·里拉·班薩里製作。這部電影由艾莉雅·巴特（Alia Bhatt）擔任主角，而尚塔努·馬赫什瓦里、維杰·拉茲、英迪拉·蒂瓦里和西瑪·帕瓦扮演關鍵角色，而阿傑·德烏根則客串出演。

## 劇情
甘加出生於卡提阿瓦半島的富裕家庭。在16歲的時候，有個明星夢的她被男友以介紹演藝事業爲由，拐賣至孟買卡馬蒂普拉的一間妓院，被迫開始賣淫。一個名叫修卡特的男客人毆打甘加至重傷。甘加向黑手黨首領拉拉尋求正義，他在聽到她的請求後成為她的兄弟。甘加在媽媽桑去世後成為新的媽媽桑，並更名為甘古拜，立志成爲妓女的保護者。甘古拜後來愛上了年輕英俊的裁縫阿夫桑。她在選舉中擊敗了卡馬蒂普拉區長拉齊婭拜，卻以自己的愛情爲代價，讓阿夫桑與妓女的女兒結婚，以打破“不可能有人在卡馬蒂普拉辦婚禮”的歧視。
在任期間，甘谷拜給家人打電話，這時距她被拐賣過去了12年，父親已經去世，母親也沒有原諒她的私奔。附近一所天主教學校打算讓卡馬蒂普拉的所有妓女都離開，地產商也准備在附近建造摩天大樓，該學校指責卡馬蒂普拉是一個不道德的地方。在會談上拉拉强硬拒絕了地產商的交易，並警告甘古拜準備應付即將到來的起訴。甘古拜與記者費茲和校長與妓院的孩子們會面。在那裡，她為所有8個女孩支付5年的學費，並表示妓女的孩子也有權接受教育。然而，孩子們在第一天就被打出學校。
費茲準備了一篇關於女性權益的講稿，讓甘古拜在一次大會上宣讀，但她沒有照本宣科。相反，她向聽眾提問，為什麼妓女在提供服務時沒有歧視，為什麼會成為歧視的對象。相反，她說她將為妓女的孩子接受教育和妓女在社會上得到尊重而奮鬥。
在她的演講成功後，甘古拜在她的妓院接待了費茲先生和一位當地議員。這位議員請求卡馬蒂普拉的支持，並告知學校已經向最高法院提交了一份請願書。甘古拜準備前往德里會見總理。甘古拜要求首相將賣淫合法化，但他拒絕了。經過討論，首相最終同意就此事成立一個委員會。他還同意阻止驅逐卡馬蒂普拉的妓女。雖然賣淫沒有合法化，但由於甘古拜，卡馬蒂普拉能夠繼續存在。電影院前明星的照片每周都會更換，而甘谷拜的照片在卡馬蒂普拉長期存在達50年。她的生命如電影一般精彩。

## 演員
- 艾莉雅·巴特飾演甘古拜·卡蒂婭瓦迪（又名甘加）
- 尚塔努·馬赫什瓦里（Shantanu Maheshwari）飾演阿夫桑（Afsaan）
- 維杰-·拉茲飾演拉齊亞拜
- 英迪拉·蒂瓦里飾演卡姆利
- Seema Pahwa 飾 Sheela Maasi
- Varun Kapoor 飾 Ramnik Lal
- Jim Sarbh 飾 Amin Faizi
- 阿傑·德烏根在一個長時間的客串中飾演拉希姆·拉拉（以卡里姆·拉拉（英语：Karim Lala）為原型）